# Кислинський Андрій Миколайович
Андр́ій Микола́йович Кисл́инський (нар. 4 квітня 1975, місто Красний Луч (нині — Хрустальний), Луганська область) — український політичний та медіа-експерт, громадський діяч, заступник глави Секретаріату Президента України (2007—2009), заступник Голови Служби безпеки України (2009).

## Біографія
У 1994 році закінчив Краснолуцький гірничий технікум, експлуатація та ремонт гірничого електромеханічного обладнання і автоматичного устаткування, електромеханічне обладнання і автоматичні пристрої вугільних шахт.
Січень 1993 — липень 1994 — менеджер ПФ «Корал», м. Красний Луч.
Липень 1994 — березень 1995 — заступник директора агентства «Корал-реклама», м. Красний Луч.
Квітень 1995 — листопад 1998 — менеджер АТ "Промислово-фінансова група «Корал».
Листопад 1998 — листопад 2000 — помічник-консультант Секретаріату Верховної Ради України.
Листопад 2000 — лютий 2001 — тимчасово не працював.
Лютий — серпень 2001 — директор з політичного ПР ТОВ "PR-компанія «Прайм-тайм».
Вересень 2001 — січень 2005 — Голова Ради Директорів ТОВ «Агентство Паблік Рілейшинз та Пабліситі».
У лютому — березні 2005-го — координатор проектів інформаційного відділу Міжнародного благодійного фонду «Україна 3000», створеного в 2001 році за участю Віктора і Катерини Ющенків.
Квітень — листопад 2005 — штатний помічник Президента України.
Листопад 2005 — листопад 2006 — керівник офісу Президента України.
Грудень 2006 — лютий 2007 — тимчасово не працював.
Лютий — вересень 2007 — радник Президента України.
Вересень 2007 — червень 2009 — заступник голови Секретаріату Президента України з питань інформаційної та внутрішньої політики.
З 20 червня 2009 року по 13 жовтня 2009 року — заступник Голови Служби безпеки України.
13 жовтня 2009 року Указом Президента України А.Кислинського звільнено з посади заступника голови СБУ.
З 2010 р. займався реалізацією окремих інформаційно-аналітичних та Інтернет-проектів.
Лютий — грудень 2013 р. — керівник проектів та програм в ПАТ «СМАРТ-ХОЛДИНГ».
Грудень 2013 — грудень 2014 — керівник департаменту із зв'язків з державними органами ПАТ "«СМАРТ-ХОЛДИНГ».
2013 року закінчив курс Мічиганського університету (США) «Моделі мислення» та отримав сертифікат з відзнакою.
Грудень 2014 — травень 2015 — директор Міжнародного благодійного фонду на честь Покрова Пресвятої Богородиці.
Травень 2015 — вересень 2017 — служба в Збройних Силах України за контрактом.
Червень 2015 — лютий 2016 — перебував в зоні проведення АТО.
А.Кислинський став відомим широкому загалу після того, коли перебуваючи на посаді заступника Глави Секретаріату Президента України в 2008 році звинуватив Ю. В. Тимошенко (на той час — Прем'єр-міністра України) у зраді державних інтересів на користь Російської Федерації.
Перевірка, проведена СБУ після відповідного звернення, частково підтвердила ці звинувачення.
Восени 2009 року політичними прихильниками Ю.Тимошенко було інспіровано кримінальне переслідування А.Кислинського за звинуваченням у наданні начебто «неправдивої» інформації щодо наявності вищої освіти. 4 листопада 2009 року МВС порушило кримінальну справу проти екс-заступника голови СБУ Кислинського за підозрою у підробці диплома. Як зазначалося оглядачами, справа полягала не у відсутності формальної освіти у Кислинського, а в тому, що Кислинський начебто здав замість справжнього диплома фальшивку — той документ, який оприлюднив восени 2009 року Секретаріат Президента та народний депутат Г. Москаль: мова йде про копію диплома А. Кислинського з його особистої справи (наданої з Секретаріату Президента) про отримання кваліфікації «історик» і «викладач історичних дисциплін» за фахом «Історія»; цей диплом Київського національного університету ім. Тараса Шевченка датований 30 червня 2000 року. Про те, що оприлюднений Москалем диплом є недійсним, на прес-конференції 12 жовтня 2009 року заявив міністр освіти й науки Іван Вакарчук. З такою ж заявою виступив 29 жовтня 2009 року начальник Головного управління державної служби України Тимофій Мотренко.
21 квітня 2010 року Печерський районний суд Києва «визнав незаконною постанову Головного слідчого управління МВС про порушення кримінальної справи проти колишнього заступника голови СБУ, колишнього заступника голови Секретаріату Президента Андрія Кислинського за підозрою в підробці свого диплома про вищу освіту». Про це Українським Новинам повідомив адвокат Кислинського Євген Солодко. Текст постанови суду, однак, оприлюднено не було, тому неясно, з яких причин суд прийняв таку ухвалу, та чим саме керувався.
Також нема даних про те, що судом було доведено дійсність диплома А. Кислинського з його особистої справи, наданої з Секретаріату Президента для народного депутата Москаля восени 2009 року; якби такий факт (незаконного звільнення з роботи за вигаданими звинуваченнями) було доведено, то Кислинський мусив би бути поновлений в органах СБУ.
У 2016 р. російськомовний київський блогер Речинський Станіслав Фредович оприлюднив на своєму сайті твердження про те, що Кислинський намагався влаштуватися на роботу в Донецьку обласну адміністрацію.[неавторитетне джерело]

## Нагороди
Нагороджений нагрудним знаком Міністра оборони України «За зразкову службу» та нагрудним знаком Начальника Генерального штабу України — Головнокомандувача Збройних Сил України «За взірцевість у військовій службі» ІІІ ступеня.

## Особисте життя
Одружений з Вікторією Кислинською. Має чотирьох синів.